# Kim Ju-young
Kim Ju-young (em coreano: 김주영; Seoul, 9 de julho de 1988) é um futebolista sul-coreano que atua como zagueiro. Atualmente, joga pelo Hebei China Fortune.

## Carreira
Kim Ju-young representou a Seleção Sul-Coreana de Futebol na Copa da Ásia de 2015.